# Hakonechloa
Hakonechloa is een geslacht uit de grassenfamilie (Poaceae). De soorten van dit geslacht komen voor in Oost-Azië.

## Soort
In het geslacht is maar een soort bekend, waardoor Hakonechloa een monotypisch geslacht is. Hakonechloa macra kent wel meerdere cultivars.